# Rhinophylla fischerae
Rhinophylla fischerae là một loài động vật có vú trong họ Dơi mũi lá, bộ Dơi. Loài này được Carter mô tả năm 1966.